# Dehomag

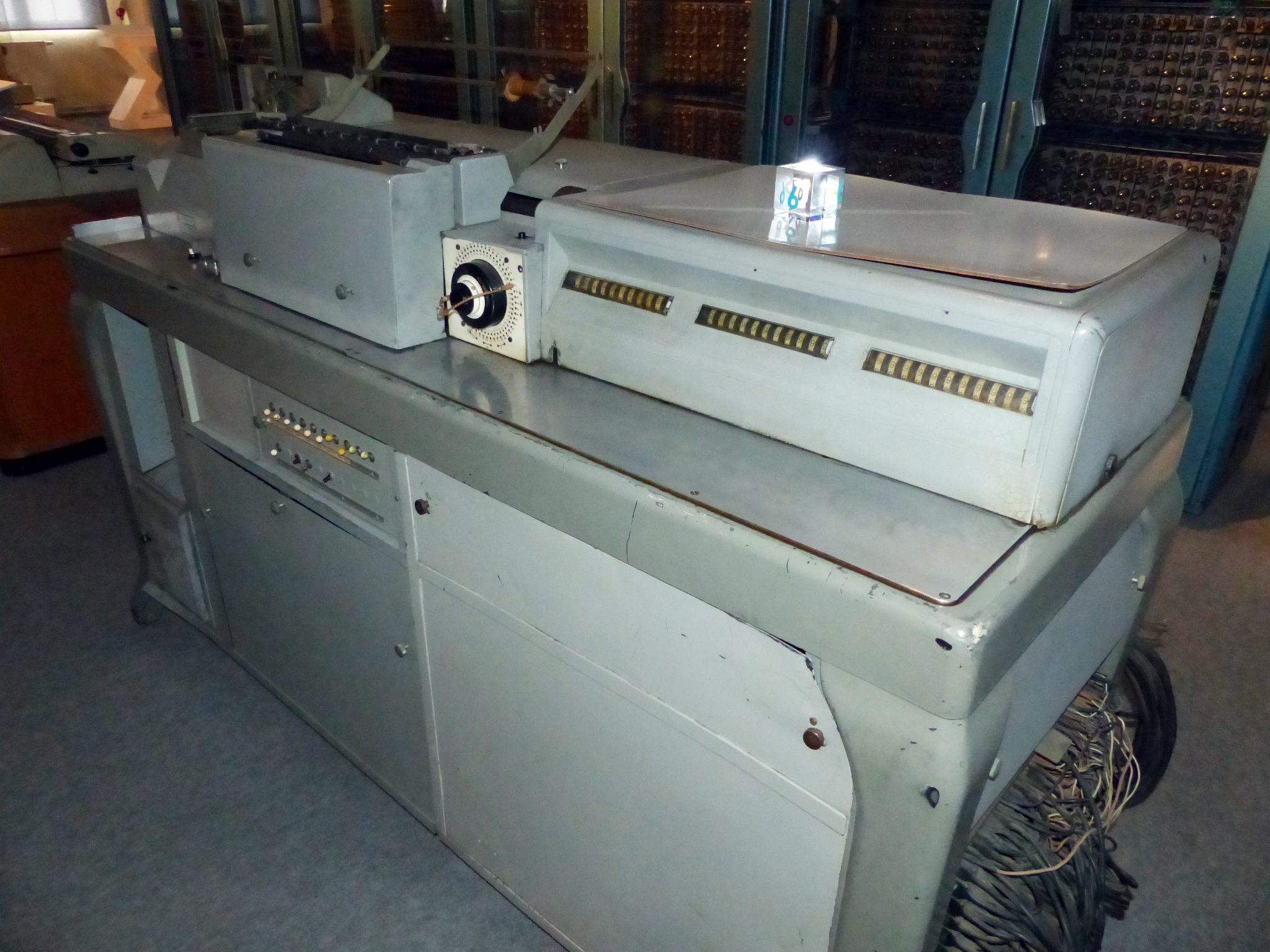
Tabelliermaschine D11

A Dehomag ("Deutsche Hollerith-Maschinen Gesellschaft mbH" - "Máquinas Hollerith de Alemanha Ltda") era uma empresa alemã, subsidiária da estadunidense IBM baseada em Nova York.  Ela foi a principal fornecedora da tecnologia estatística (principalmente processos classificatórios, máquinas de contagem e cartões perfurados) utilizadas pela Alemanha Nazista para a contagem e extermínio de milhões de pessoas no Holocausto. A máquina utilizada para o processo de recenseamento na Alemanha Nazista se chamava Hollerith, no qual levara o nome de seu principal inventor Herman Hollerith, fundador da "The Tabulating Machine Company" que tempos depois, com mudanças na participação acionária da empresa e a entrada de Thomas Watson na presidência, este mudaria o nome da empresa para Internacional Business Machines, já no período anterior à Segunda Guerra Mundial.[carece de fontes?] Muito antes do Holocausto, a tecnologia havia sido usada para o Censo dos Estados Unidos de 1890.
Em abril de 1949, a empresa mudou seu nome para IBM Alemanha.